# Полски блатар
Полският блатар (Circus cyaneus) е средно голяма дневна граблива птица от семейство Ястребови (Accipitridae). Има изразен полов диморфизъм.

## Физическа характеристика
- Дължината на тялото: 46 – 50 cm
- Размах на крилете: 110 – 125 cm
- Тегло: 350 – 600 g

## Разпространение и местообитание
Среща се в Европа (включително България), Азия и Африка. Предпочита влажни местности. Данните за срещи на вида в страната докъм 1950 г. са изключително оскъдни. Нови сведения за разпространението му в Шабленско, Созополско и Балчишко съобщава орнитолога Николай Боев

## Подвидове
- C. c. cyaneus
- C. c. hudsonius

## Начин на живот и хранене
Прелетна птица. Храни се с дребни животни. Ловува реейки се във въздуха, като периодично, през около час каца да си почине на земята (никога на дърво).

## Размножаване
- Гнездо — на земята или в храсти.
- Яйца – 4 – 6 броя, чисто бели.
- Мътене – 30 дни, само женската. Малките напускат гнездото на около 35 дни и след около 20 дни могат сами да се грижат за прехраната си. Отглежда едно люпило годишно.
- Моногамни птици.

## Природозащитен статут
- Червен списък на световнозастрашените видове (IUCN Red List) - Незастрашен (Least Concern LC)[5]
- Директива за птиците на ЕС – Приложение 1[6]

На територията на България е защитен от закона вид.